# Spydeberg (przystanek kolejowy)
Spydeberg – kolejowy przystanek osobowy w Spydeberg, w regionie Østfold w Norwegii, jest oddalony od Oslo Sentralstasjon o 44,63 km i 20,32 km od Ski. Jest położony na wysokości 107,3 m n.p.m.

## Ruch pasażerski
Należy do linii Østfoldbanens østre linje. Jest elementem - kolei aglomeracyjnej w Oslo - w systemie SKM ma numer  560.  Obsługuje Rakkestad, Mysen, Ski i Oslo Sentralstasjon i Skøyen. Pociągi odjeżdżają co godzinę. Jest to ich jedyne miejsce zatrzymania między Oslo i Ski.

## Obsługa pasażerów
Poczekalnia, wiata, parking na 60 miejsc, parking rowerow, automat biletowy, telefon. Odprawa podróżnych odbywa się w pociągu.